# Masserano
Masserano ist eine Gemeinde mit 1902 Einwohnern (Stand 31. Dezember 2023) in der italienischen Provinz Biella (BI), Region Piemont.
Die Nachbargemeinden sind Brusnengo, Buronzo, Casapinta, Castelletto Cervo, Curino, Lessona und Rovasenda.

## Geographie
Der Ort liegt auf einer Höhe von 340 m über dem Meeresspiegel.
Das Gemeindegebiet umfasst eine Fläche von 27 km².

## Kulinarische Spezialitäten
In der Umgebung von Masserano wird Weinbau betrieben. Das Rebmaterial findet Eingang in die DOC-Weine Bramaterra (ein Rotwein) und Coste della Sesia.